# 万代シテイ

新潟日報メディアシップから万代シテイを望む。レインボータワーは2018年8月に営業を終了した。（2014年2月12日）

万代シテイと周辺の地図

万代シテイ（ばんだいシティ、Bandai City）は、新潟県新潟市中央区万代地内および八千代地内に所在する万代シテイバスセンターを中核とした複合商業施設群。新潟交通と三井不動産がデベロッパーとして開発を担っており、このうち新潟交通グループが整備した商業施設は同社総務部が所有及び運営管理を行っている。

## 概要
新潟交通の本社用地を再開発して整備された商業地区である。
読み方は「ばんだいシティ」だが、正式な表記は捨て仮名ではなく、並字の「シテイ」である。敢えて大きい「イ」を表記に採用しているのは、「万代シテイ」という固有の単語を作ることによって、街のイメージを市民に定着させようという意図によるもので、新潟交通グループの路線バスの行先表示などもこれに倣っている。
明確な区域の設定はされていないが、万代一丁目から西側の八千代一・二丁目東側にかけた地区に商業施設が集中している。
なお、新潟駅万代口周辺から万代シテイにかけての地区は「新潟市ぽい捨て等及び路上喫煙の防止に関する条例」に基づいて「路上喫煙制限地区」に指定されている。万代シテイ周辺の喫煙所はバスセンター11番線横に設けられていたが2019年1月付で廃止された。

## 歴史

### 開発に至るまで
現在万代シテイがある萬代橋東詰一帯の萬代橋通り・東港線沿いの新潟市流作場（現在の中央区万代・弁天・八千代周辺）にはかつて、新潟交通の本社をはじめ車庫や車両整備工場、天然ガス井等があり、同社バス事業の要衝となっていた。1951年2月には現在の新潟テレコムビルの位置に「新潟交通バスステーションビル」（にいがたこうつうバスステーションビル、通称：バスビル）が竣工。県内では初の本格的なバスターミナルだった。バスビルからは主に郊外各方面への路線バスが発着していた。
しかしこれら新潟交通の施設群は、まず1950年代後半から新潟市内の地盤沈下が著しく進行したことにより天然ガスの採掘が制限されたため、天然ガス関連の施設縮小を余儀なくされた。更に1964年6月16日に発生した新潟地震では甚大な被害を受けた。特にバス事業においては車両基地の機能がこの流作場に集中して設けられていたことが原因で震災後の復旧に時間を要したことから、その機能を郊外に分散して設ける方針が採られることとなり、1960年代後半から近郊の各地に出張所（現在の営業所にあたる）や車庫を整備した上で規模を順次縮小した。また施設そのものも地震で被災したのに加えて老朽化等によって手狭となり、車両の大型化に対応し切れなくなる等して機能が低下しつつあった。しかし新潟駅に程近く、市の元々の中心街である古町との中間点にあたるという恵まれた立地条件もあって、余剰となった社用地の利用法の検討が行われた。

### 「万代シテイ」の開発
1971年7月、新潟交通は流作場地区の本社用地再開発と新規事業計画の大綱を発表。バスターミナルを中心に商業施設を配置しそれら各ビルの大部分をペデストリアンデッキによって連絡し、歩行者が地上に降りることなく徒歩で移動できるようにして周辺部の回遊性を高めるという、当時としては画期的なアイディアが盛り込まれた。
まず1972年7月オープンの「シルバーボウルビル」を皮切りに、1973年11月には「ダイエー新潟店」と「万代シテイバスセンタービル」が、1975年には「万代シルバーホテルビル」が営業を開始し、第一期計画の施設群が完成した。
1984年の第二期計画ではそれまで車両整備用の施設や平面駐車場として供用していた土地でも施設群の整備が進捗し、「新潟伊勢丹」・「万代シテイ第一駐車場ビル」・「万代シテイ第二駐車場ビル」が完成した。
そして1995年12月には「新潟ジョイポリス」（現在の「万代シテイBP2」）、翌1996年10月には第二駐車場ビルのB棟が完成し、その1〜4階部分を利用したテナント群「万代シテイビルボードプレイス」がオープンして、現在の万代シテイの原型が完成した。

### ダイエーからラブラ万代へ

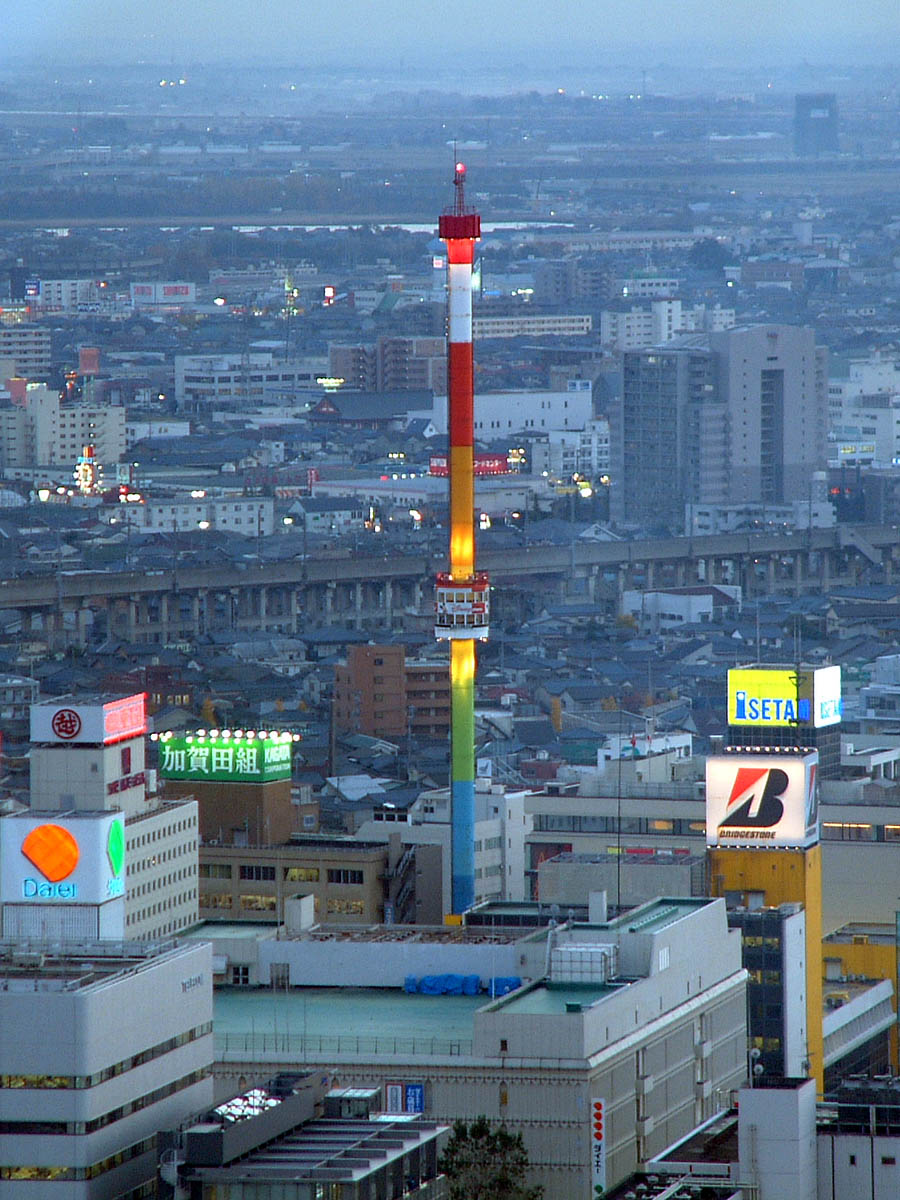
万代シテイの夕景。レインボータワーはバスセンタービル内に設けられている。写真左下は2005年に閉店したダイエー新潟店（現在はラブラ万代）

その後ダイエーは2004年に産業再生機構の支援を受けることとなり、新潟店は同機構等によって策定された店舗再編計画で閉鎖が決定し、2005年11月30日に閉店。代わって三井不動産と系列のららぽーとがダイエーの店舗跡を再開発し、2007年3月2日に専門店複合型商業施設「ラブラ万代」としてオープンした。またシルバーボウルビルは老朽化のため、2011年8月31日を最後に営業を全面終了して閉鎖・撤去され、跡地は三井不動産が取得した上で8階建ての商業施設へ改築。ラブラ万代と同様の専門店複合型施設と自走式立体駐車場を内包した「ラブラ2」として、2013年11月2日にオープンした。
万代シテイ内に所在する土地・建物の大部分は新潟交通グループが所有しているが、開発開始当初から所有者・管理者ともグループ内の複数の企業に渡って権限が錯綜していたため、運営上の問題が生じていた。このため2004年秋、グループ内で万代シテイの管理業務を専門的に担ってきた「万代開発」に運営体制を一本化し、この際に各施設の所有者も同社名義に変更されて合理化が図られた。更に新潟交通グループでは万代シテイをグループの中核事業の一つとして運営体制を強化するため、2012年10月1日付で万代開発を新潟交通へ吸収合併し、これ以降、新潟交通グループ所有の施設は新潟交通の管理下となっている。

### レインボータワー撤去とバスセンターリニューアル
2011年（平成23年）3月11日に発生した東北地方太平洋沖地震（東日本大震災）の影響で耐震補強が見直されることになり、その再開発として万代シテイ全体のリニューアル工事が実施されることが2018年（平成30年）11月8日、新潟交通より公表された。
設計・施工は一括で清水建設が担当し、2018年8月下旬からのレインボータワーの解体に始まり、2019年4月からはバスセンタービル、翌年はホテルビル商業フロアと万代シテイ通り、さらに翌年はバスターミナルの順で進め、2021年9月に全面改修工事が終了した。レインボータワー跡地には展望台を基にしたモニュメントが万代シテイパーク緑地内に新設され、「なないろガーデン」の名称が制定された 。

## 主な施設

### 万代一丁目

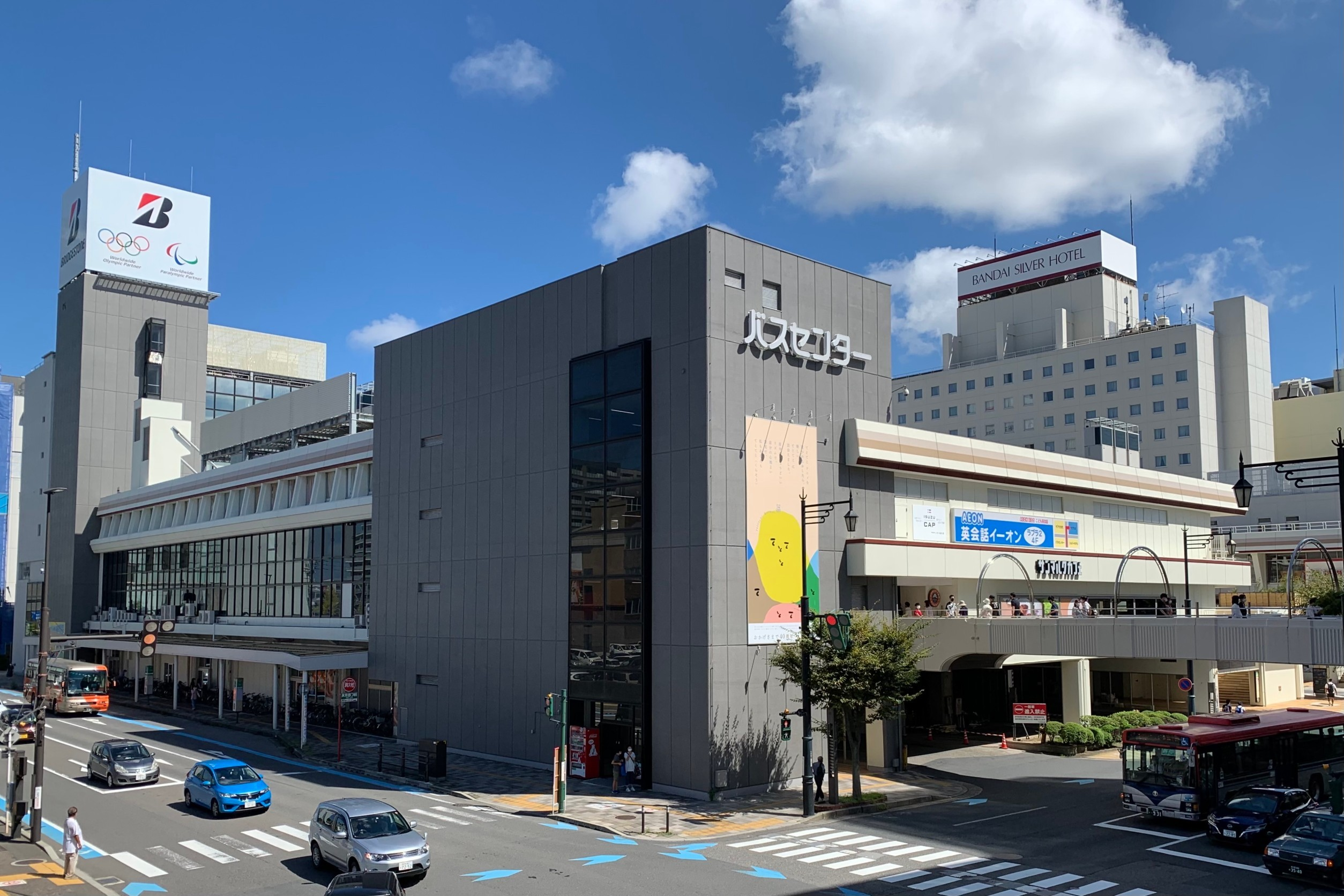
万代シテイバスセンタービル
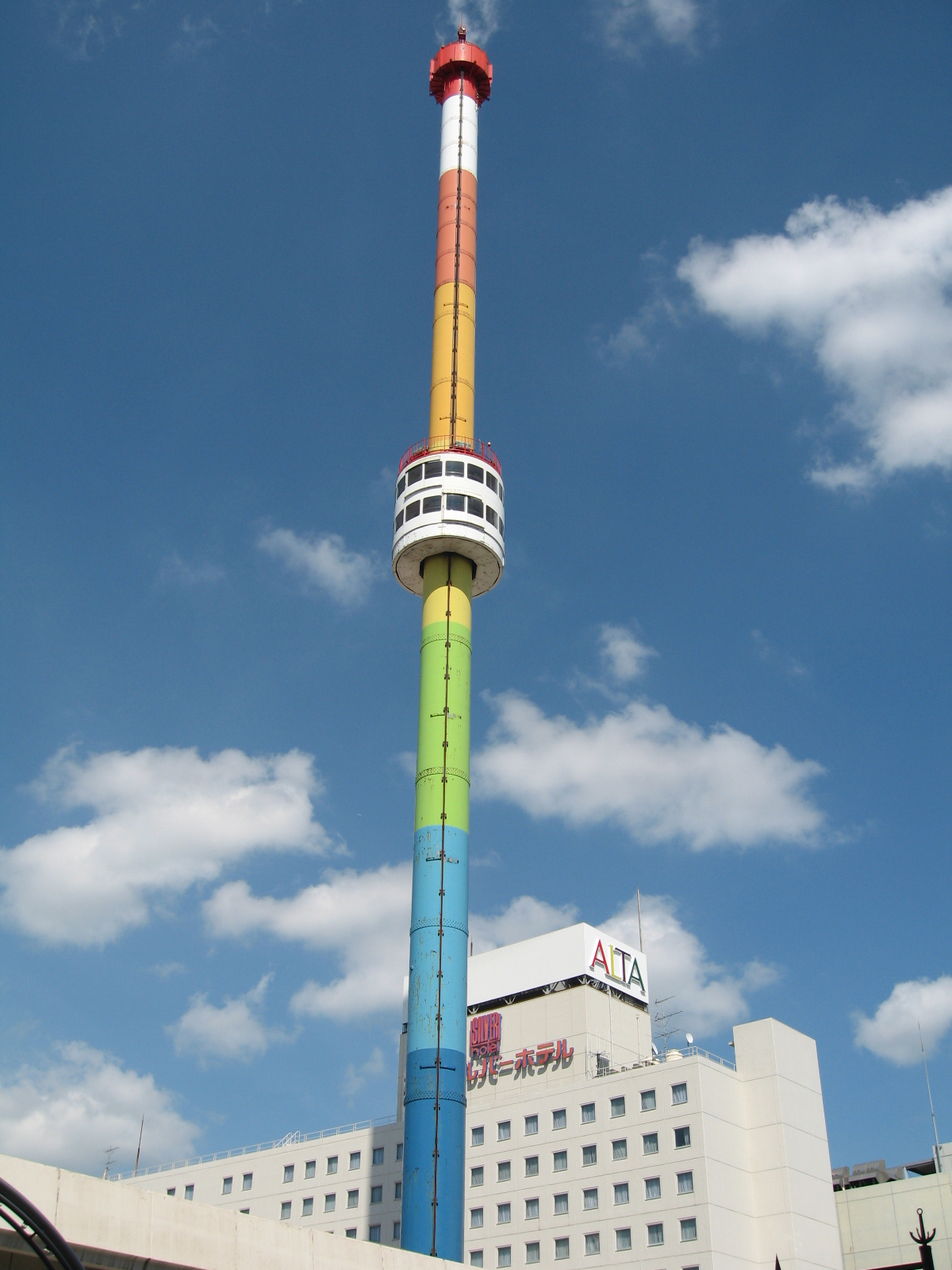
2018年に解体されたレインボータワー
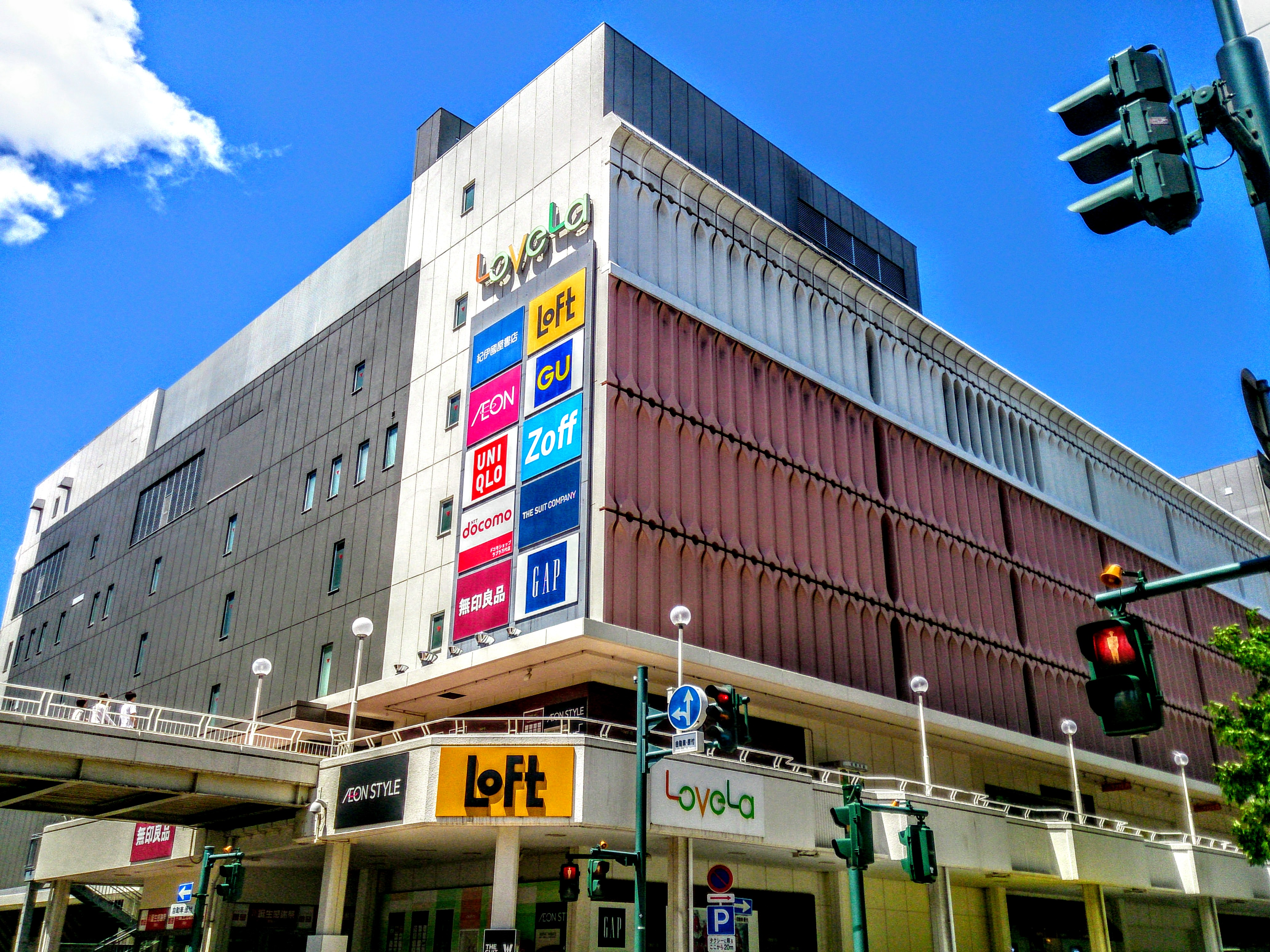
ラブラ万代
- ラブラ2
- 万代シルバーホテルビル
以上4施設の主なテナントなど詳細は各ビルの項目を参照。
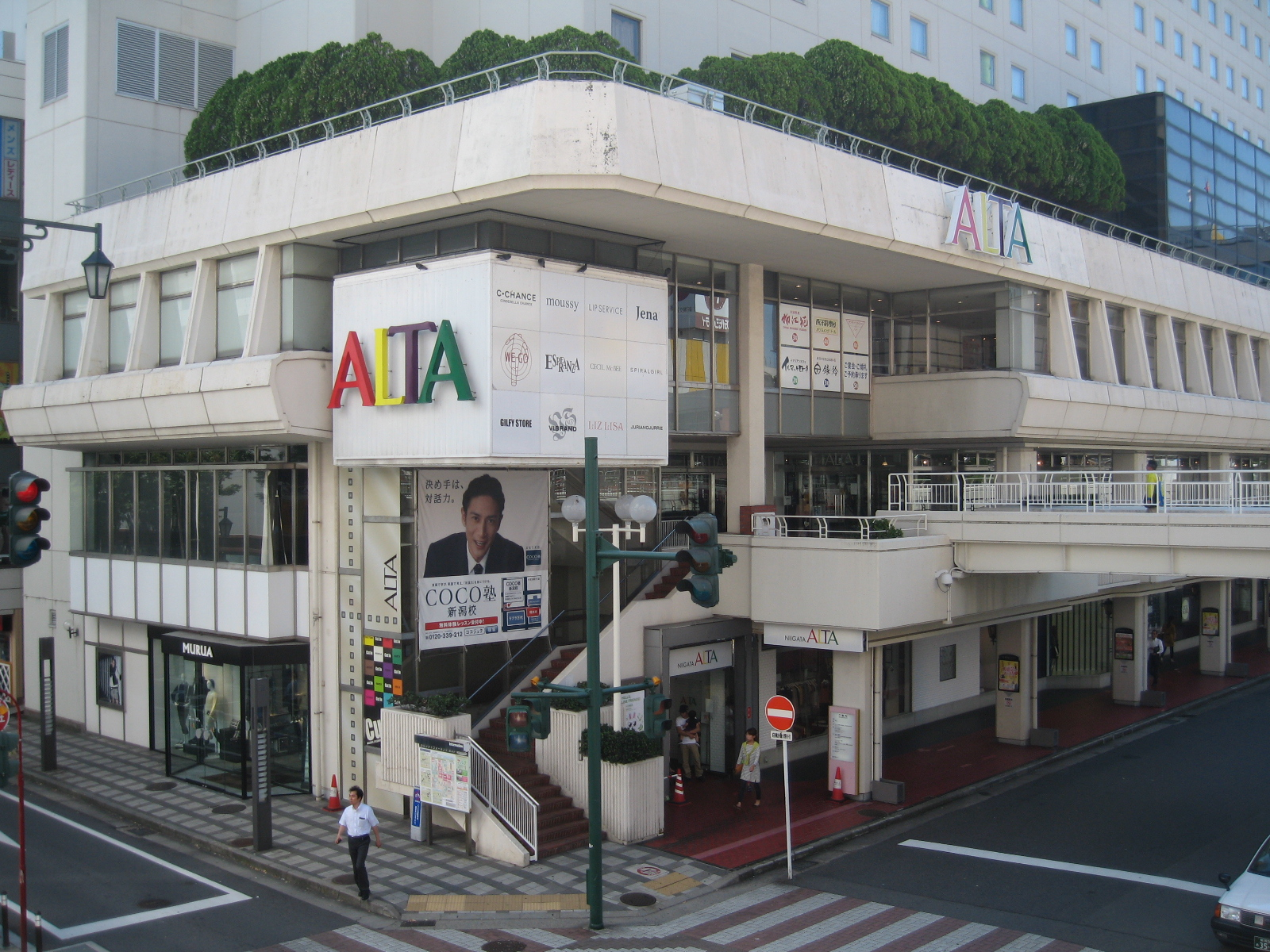
万代シネモールビル
1980年代に東宝の映画館「新潟万代東宝プラザ」などを備えた娯楽・外食ビルとしてオープン[4]。
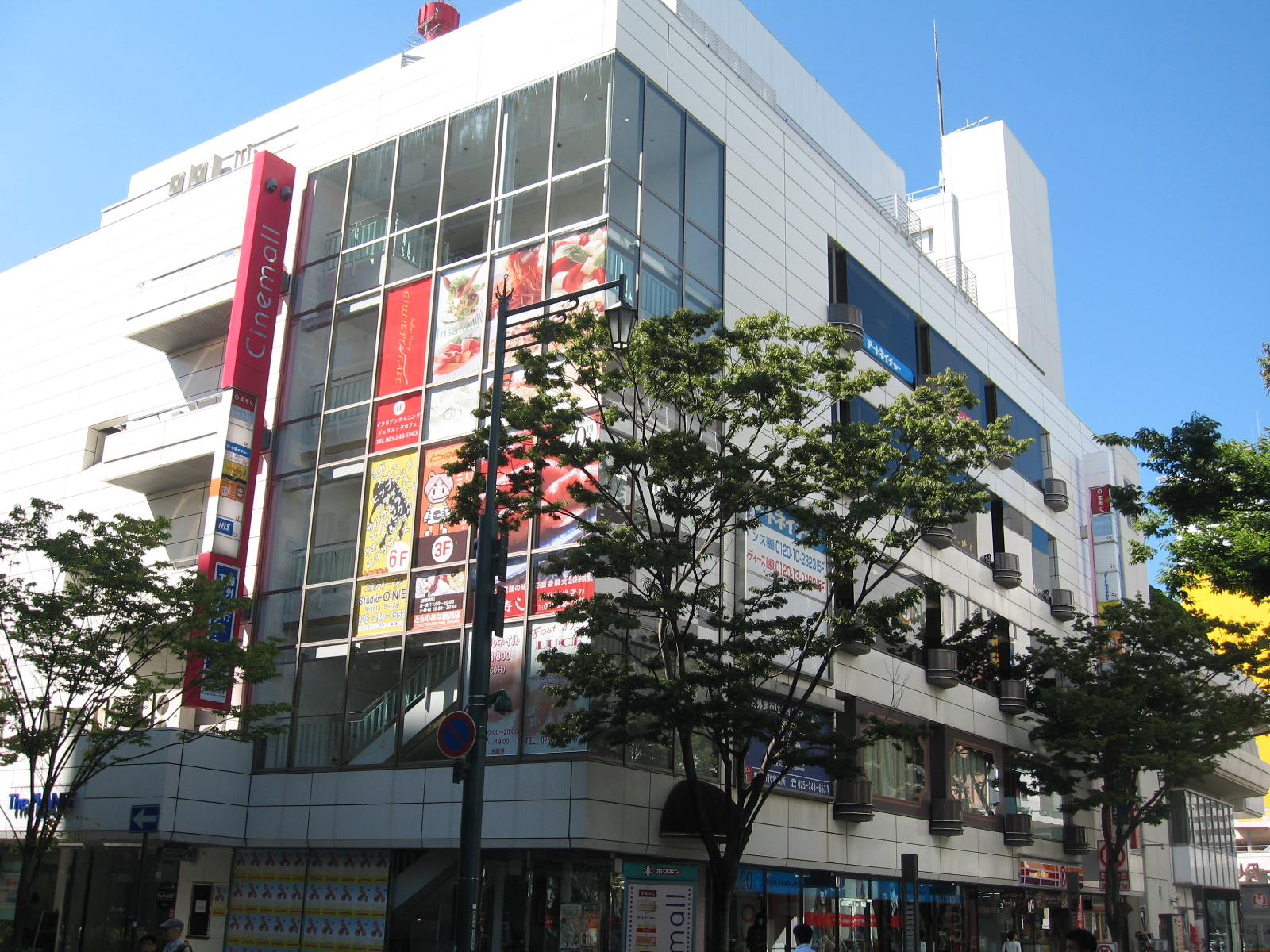
万代シテイ第一駐車場ビル
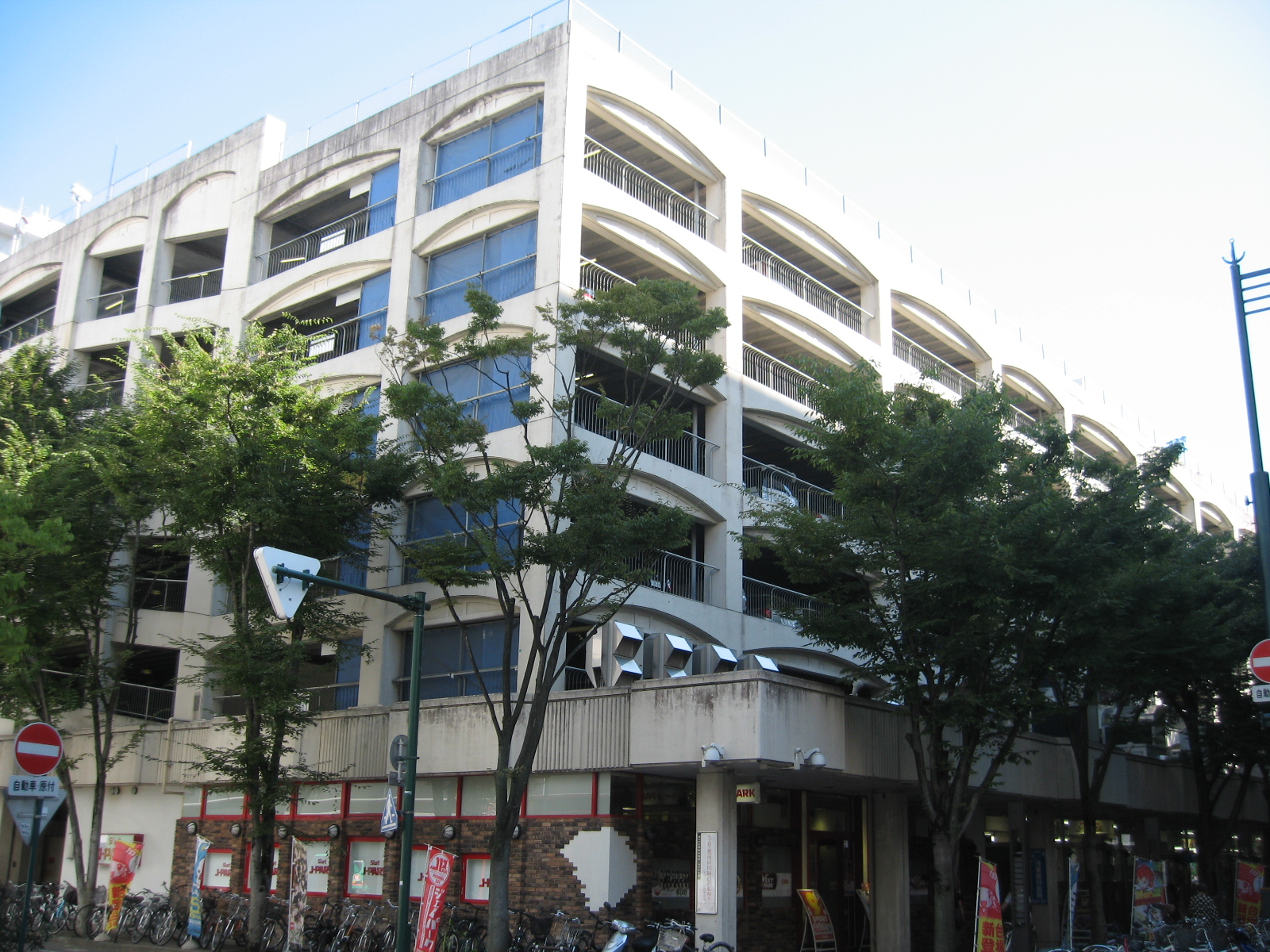
万代シテイ第一駐車場ビル
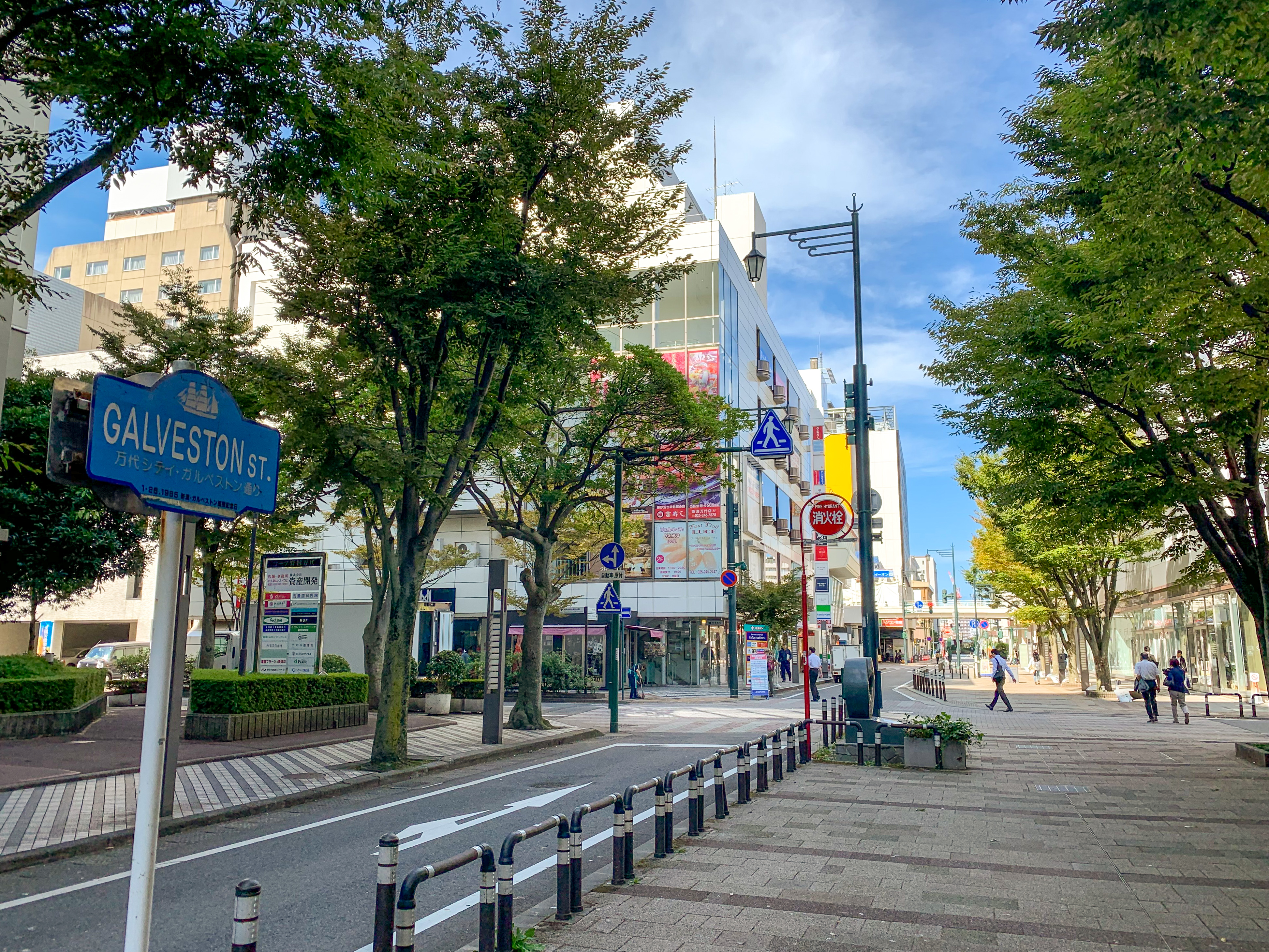
ガルベストン通り

- 万代シテイバスセンタービル
- 2018年に解体されたレインボータワー
- ラブラ万代
- 2019年3月に閉店した新潟アルタ（2013年）
- 万代シネモールビル
- 万代シテイ第一駐車場ビル
- ガルベストン通り

#### かつての主な施設
- ダイエー新潟店（新潟ショッパーズプラザ）

万代シテイビル内。現在はラブラ万代（前述）として営業している。
- シルバーボウルビル

老朽化に伴って2008年夏、新潟交通が閉鎖する方針を示したが、テナントのうちヤマハミュージック関東新潟店は立ち退きを拒否して民事訴訟を提訴したため、計画は一時凍結。2011年2月に和解が成立し、全テナントの立ち退きが決定した。最後まで営業していた主なテナントのうち、新潟交通が直営していたボウリング場「新潟交通シルバーボウル」は2011年6月30日、ヤマハミュージック関東新潟店は8月7日をもってそれぞれ営業を終了した。その後、南西側の隣接地に個店舗を出店していたマクドナルド、ミスタードーナツ、ケンタッキーフライドチキンは8月28日、シルバーボウルビル1階の駐車場も同月31日で営業を終了して全面閉鎖され、建物は撤去された。
万代開発が所有する敷地は2012年5月に三井不動産が取得し、8階建ての商業施設が建設され、2013年10月に竣工、同年11月2日にラブラ2（前述）としてオープンした。
- レインボータワー

万代シテイバスセンターの南の一角に建てられた展望塔である。詳しくはレインボータワーを参照。
- 新潟アルタ

万代シルバーホテルビルの1・2階と地下1階で2019年3月まで営業していた商業施設。詳しくは万代シルバーホテル#新潟アルタを参照。

### 八千代一・二丁目
- 新潟伊勢丹
- 万代シテイ第二駐車場ビル
- 万代シテイビルボードプレイス（BP）
- 万代シテイビルボードプレイス2（BP2）
第二駐車場ビル、BP、BP2の主なテナントはBPの項を参照。
- アクロスニイガタ
  - ビームス
  - チャンピオン
  - ザ・ノース・フェイス(w:The North Face)
  - X-Large(w:X-Large)
  - X-girl

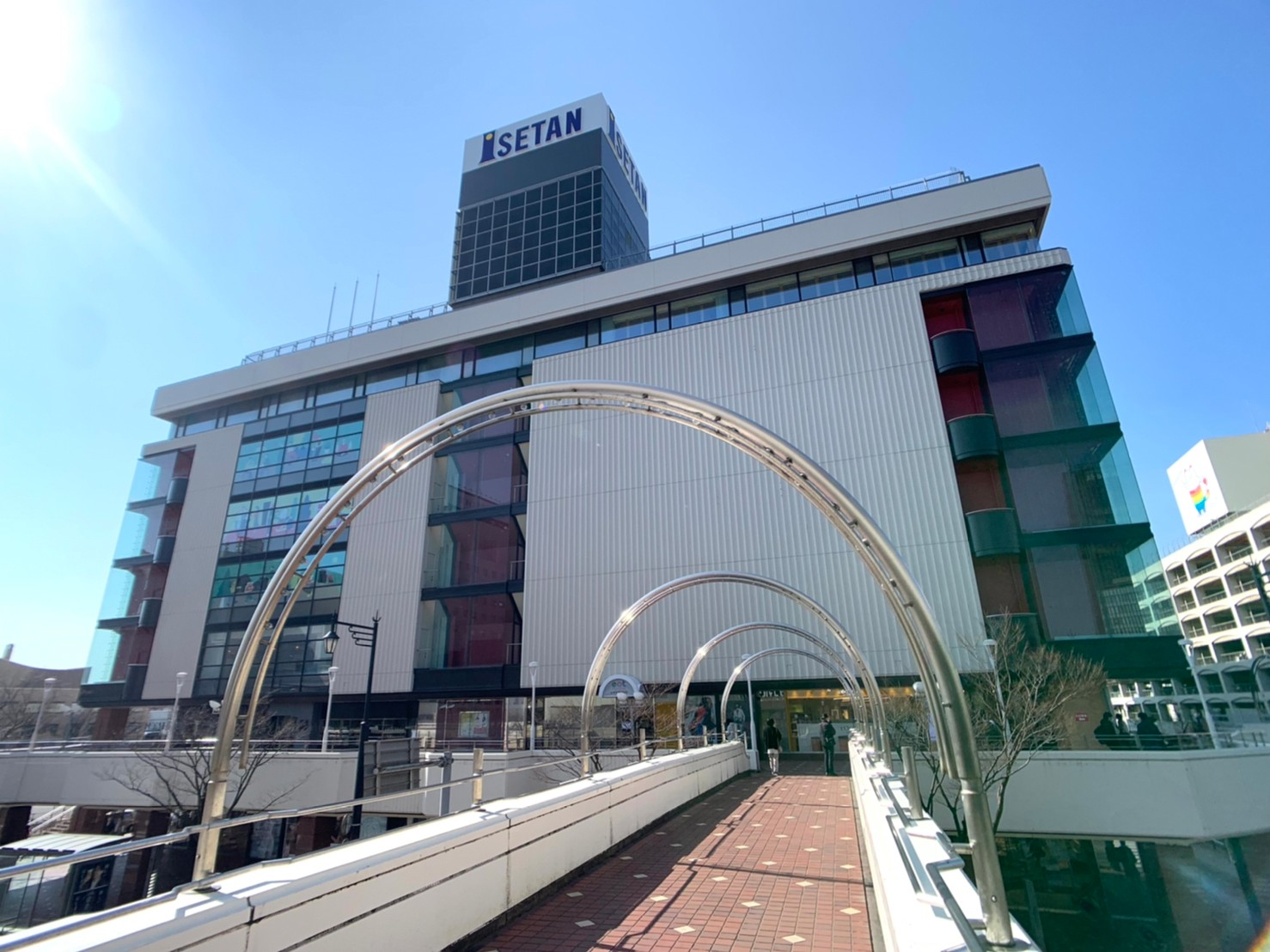
新潟伊勢丹
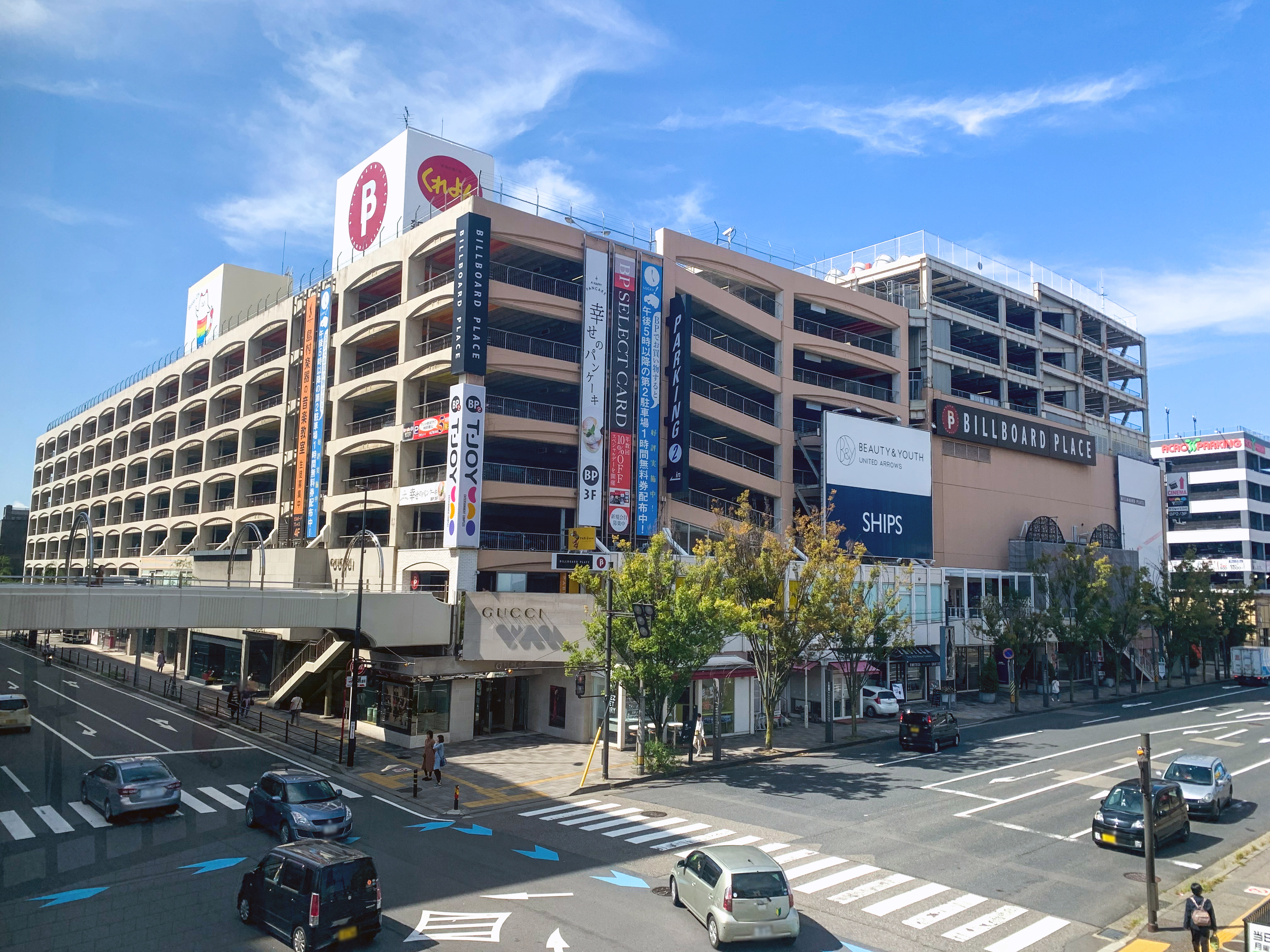
万代シテイビルボードプレイス(BP)
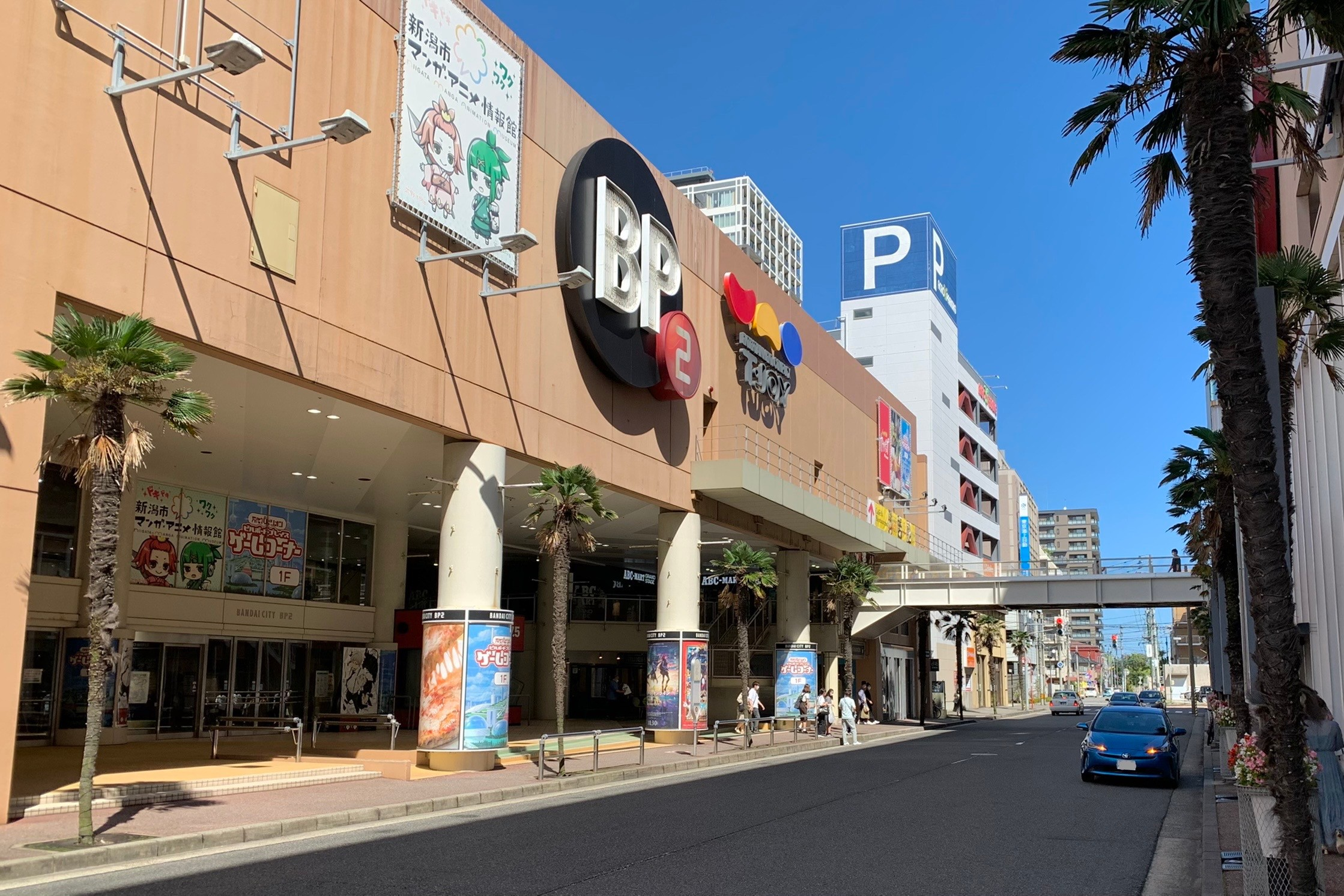
万代シテイ BP2
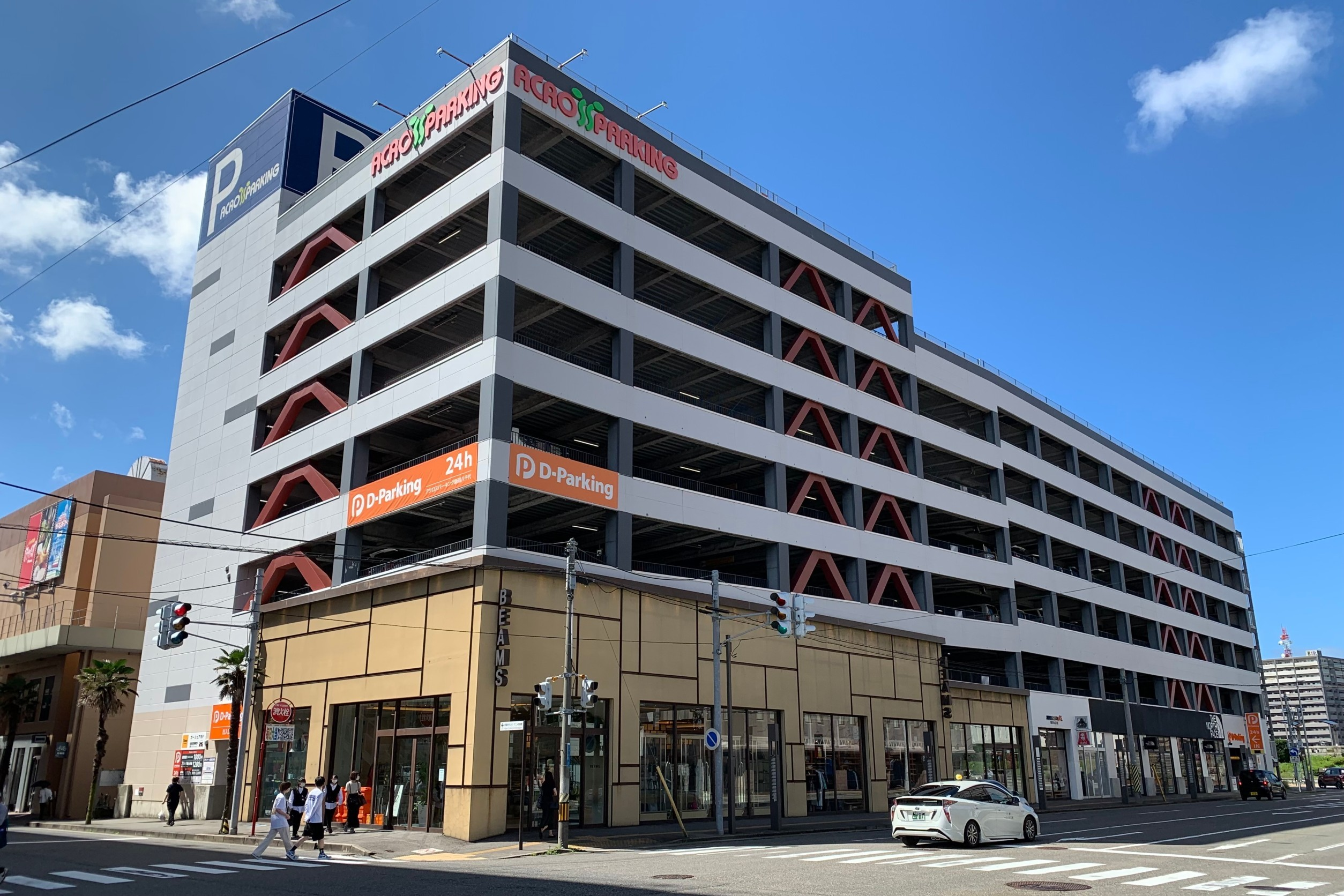
アクロスニイガタ

BP2 - 第二駐車場ビル（BP） - 新潟伊勢丹 - バスセンタービル - LoveLa万代 - シルバーホテルビル間は全てペデストリアンデッキを介して各ビルの2階部分が連絡している。またLoveLa万代 - テレコムビル間は東港線十字路歩道橋を介して2階部分が連絡している。さらにBP2と信濃川右岸のやすらぎ堤を連絡するデッキの整備が進められ、2010年4月29日に開通。このデッキには一般公募により「万代スカイロード」という愛称が付与されている。

## マスコットキャラクター
2013年11月23日、創立40周年に合わせてレインボータワーの色や形をデザインに取り入れた「ばんにゃい」がPRキャラクターに就任した。お菓子が好きな一方、尻尾が弱点。友達にレインボー・バン男爵がいる。土日祝日にはばんにゃいと触れ合えるイベントが定期的に開催。

## 交通
- JR新潟駅万代口より徒歩約7分
- 万代シテイバスセンター直結

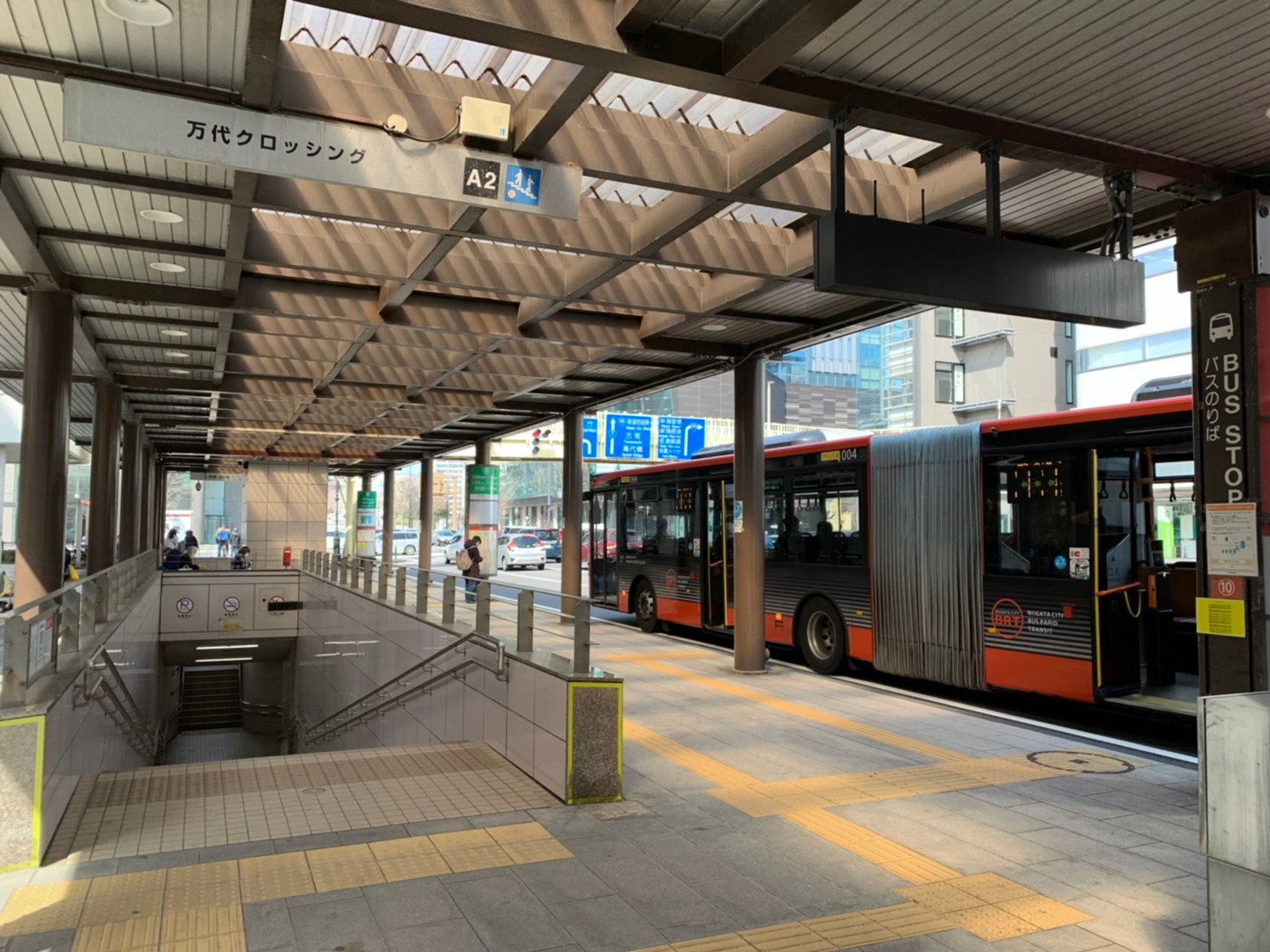
ラブラ万代前に設けられたBRT萬代橋ライン「万代シテイ」停留所と地下横断歩道「万代クロッシング」（2022年3月）

- BRT萬代橋ライン「万代シテイ」停留所より徒歩すぐ
- 信濃川ウォーターシャトル「万代シテイ」乗船場より徒歩すぐ
- 北陸自動車道・磐越自動車道 新潟中央ICから車で約15分
- 日本海東北自動車道 新潟亀田ICから車で約15分

### 駐車場
一部のみ掲載。
日通商事以外は全て24時間営業で365日年中無休
第一と第二はかつて有人対応であったが無人化されたため、全ての駐車場が無人対応となった。
日通商事とアクロスは管理事務所あり
- 万代シテイ第一駐車場ビル（立体自走 511台収容）[6]
- 万代シテイ第二駐車場ビル（立体自走 1,500台収容）[6]
- ラブラ2駐車場（立体自走 507台収容）[6]
- 万代シテイ第三駐車場（平面 255台収容）→運営をパラカに委託
- 万代シテイ第五駐車場（平面 184台収容 ただし、イベントがある場合は全面閉鎖となる。）
  - 第三・第五駐車場は旧新潟鉄道管理局グラウンド跡にあたる。第五駐車場はNST新潟総合テレビ本社屋1階と2階部分の一部を使用している
- 日通商事万代シテイ駐車場（立体自走式　274台収容　但し、営業時間は平日は8:30 - 22:00、土・日・祝祭日は7:00 - 22:00まで）
- アクロスパーキング（立体自走　256台収容）
  - 旧・万代シテイ第四駐車場（平面）。

### 自転車
市営または民間の無料駐輪場がエリア内各所に整備されている。
また、シルバーホテルにてにいがたレンタサイクルが取り扱われている。